# 博雷尔测度
博雷爾代數是實數上包含所有區間的最小σ代數，其中的元素稱作博雷爾集；博雷爾測度（Borel measure）是σ代數上對區間[a, b]給出值b-a的測度。
博雷爾測度並不完備，因此習慣使用勒貝格測度：每個博雷爾可測集都是勒貝格可測的，並且它們的測度值吻合。
在抽象測度理論中，設E為局部緊豪斯多夫空间。E上的一個博雷爾測度是 E的博雷爾代數{\displaystyle {\mathfrak {B}}(X)}上的任何一個測度μ。 
- 如果μ在所有博雷爾集上既是內正則也是外正則的，那麼μ稱作正則博雷爾測度。
- 如果μ在博雷爾集上外正則，在開集上內正則，而且所有緊博雷爾集的測度值有限，那麼μ稱作拉東測度。

## 引用
- J.D. Pryce. . Hutchinson University Library. Hutchinson. 1973: 217. ISBN 0-09-113411-0.
- Alan J. Weir. . Cambridge University Press. 1974: 158-184. ISBN 0-521-29715-X.